# Кувшинка термальная
Кувшинка термальная (лат. Nymphaea thermarum), также известная как миниатюрная руандийская кувшинка, — самый крошечный вид Кувшинок (Nymphaea), эндемичный для Руанды. Ранее считалось, что это растение вымерло в дикой природе: все дикие экземпляры были утрачены из-за разрушения естественной среды обитания. Однако в 2009 году вид был спасён благодаря успешному проращиванию семян в Королевских ботанических садах Кью (Великобритания). В 2023 году была обнаружена ранее неизвестная дикая популяция.

## Этимология
Видовой эпитет thermarum указывает на горячие источники и высокую температуру в  естественной среде обитания вида.

## Описание

### Вегетативная часть
Это миниатюрное, самое мелкое в роду Кувшинок, водное, травянистое растение с корневищем длиной 1—2 (до 5) см. Листья щитовидные, черешковые, голые, округлые или почти округлые, пластинка листа — 2,8—3,2 см длиной и 2,5—3 см шириной. Лопасти листа перекрываются или почти параллельны. Черешки длиной 4—6 (до 8) см

### Генеративная часть

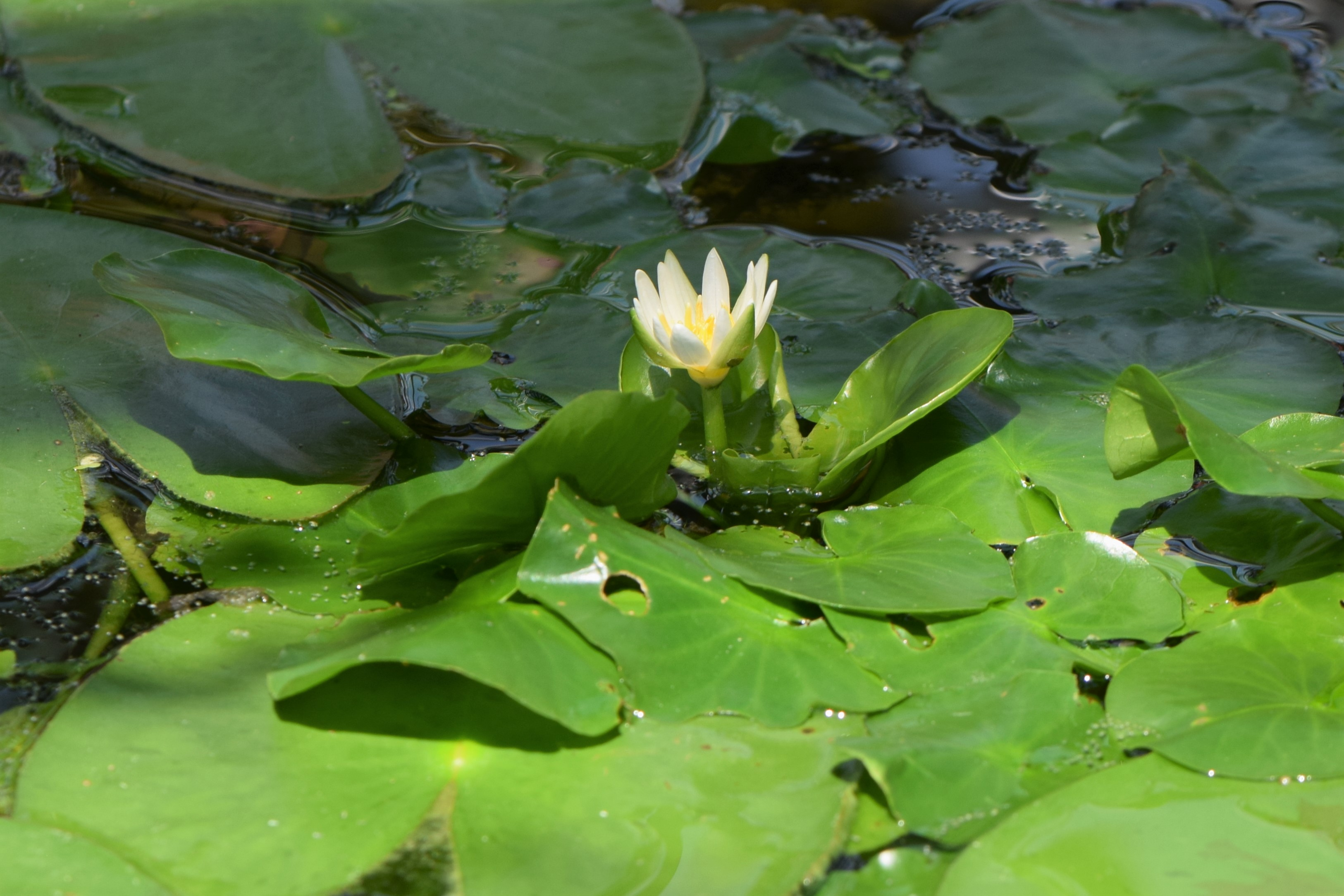
Цветок

Цветки гермафродитные с несовершенной дихогамией, белые, до 2 см в диаметре, с цветоносами длиной 1,5—3 см. Четыре зелёных ланцетных чашелистика с круглой верхушкой имеют длину 1,7—1,8 см и ширину 0,6—0,7 см. Лепестков 6—8, белые, длиной 1,5—1,6 см и шириной 4 мм. Андроцей состоит из 16 тычинок со стерильным верхушечным придатком, и они постепенно уменьшаются в размере от 9—10 мм, внешних тычинок до 5—6 мм внутренних тычинок. Тычиночная нить длиной до 5—6 мм, аналогично, связник длиной 5-6 мм, а пыльники длиной 1,5—4 мм. Гинецей состоит из 7—9 сросшихся у основания плодолистиков длиной 4—5 мм, с рыльцем длиной 2 мм и шириной 1 мм, образующим рыльцевый диск.
Плод достигает 1,2—1,5 см в диаметре, содержит от 300 до 400 ярко-красных или бурых семян с ариллусом (мясистым придатком).

### Цитология
Диплоидное число хромосом составляет 2n = 28. Размер генома составляет 498,78 Мб. Геномы хлоропластов Nymphaea thermarum и Nymphaea heudelotii идентичны.

## Таксономия
Вид Nymphaea thermarum был описан немецким ботаником Эберхардом Фишером в 1988 году. Типовой образец был собран им 25 апреля 1987 года у горячих источников южнее Някабуе (Руанда). Он относится к подроду Nymphaea subg. Brachyceras.

## Экология
Вид способен к самоопылению. После цветения цветонос сгибается так, что плод соприкасается с илом. Растение — тропический дневной цветок, демонстрирующий дихогамию: в первый день цветок функционирует как женский, открываясь утром и закрываясь днём, на второй день он функционирует как мужской. Вид относится к подроду Nymphaea Brachyceras, хотя листья более типичны для подрода Nymphaea. Клубней, по-видимому, не образует. Семена для подрода Brachyceras относительно крупные. Продолжительность жизни может превышать 10 лет.
При проращивании уровень воды имеет решающее значение: он не должен опускаться более чем на 2 мм и подниматься более чем на 0,5 мм, и семена должны оставаться влажными, но очень близко к поверхности, чтобы при прорастании они имели доступ к воздуху. Рассаду следует содержать при температуре 22—26 ˚C, и вскоре появятся первые листья. Рассада должна находиться на полном солнечном свете.

## Охранный статус и сохранение
Родной средой обитания растения была влажная грязь, образовавшаяся в результате разлива пресноводного горячего источника в Машьюзе, на юго-западе Руанды. Считалось, что оно вымерло в дикой природе около 2008 года, когда местные фермеры начали использовать источник в сельскохозяйственных целях. Фермеры перекрыли поток источника, что привело к высыханию крошечной территории — всего несколько квадратных метров — которая, как считалось, была всем ареалом. До исчезновения популяции Эберхард Фишер переслал несколько экземпляров в Ботанический сад Бонна, предвидя угрозу. Растения там выжили, но размножить их семенами долго не удавалось.
Первое успешное проращивание было достигнуто Карлосом Магдаленой в Кью. Поместив семена и рассаду в горшки с суглинком на уровне воды при температуре 25 °C, он добился их прорастания. Оказалось, что кувшинка прорастает только при доступе семян к кислороду и углекислому газу, концентрация которых в воздухе намного выше, чем под водой. Уже через несколько недель восемь растений выпустили бутоны, в ноябре 2009 года состоялось первое цветение. Тем временем одна из двух последних особей в Германии была съедена крысой. После решения проблемы проращивания Магдалена заявил, что эти кувшинки легко выращивать и они могут стать комнатным растением. В январе 2014 года из Королевского ботанического сада была украдена уцелевшая кувшинка. Ботанические сады подверглись критике за то, что не предоставили посадочный материал для репатриации в Руанду.
В конце июля 2023 года район, где когда-то росли N. thermarum, посетила команда ботаников под руководством Томаса Абели из Третьего университета Рима. Они обнаружили популяцию в несколько сотен экземпляров в небольших канавах и прудах на территории площадью 4600 кв. м. Абели и его соавторы отмечают, что новая популяция N. thermarum выглядит здоровой. Однако существованию кувшинок угрожает добыча сырья для цементного завода, расположенного в непосредственной близости от их местообитания.

## Использование
Растение предлагают использовать в качестве модельного вида для базальных покрытосеменных растений из-за его небольшого размера, быстрого жизненного цикла и небольшого генома. Например, вместе с Nymphaea dimorpha его используют для изучения эволюции семян.